# La scimmia che parla
La scimmia che parla (The Monkey Talks) è un film muto del 1927 diretto da Raoul Walsh. La sceneggiatura si basa sul lavoro teatrale Le Singe qui parle di René Fauchois, andato in scena a Parigi il 9 ottobre 1924.
È il primo film della carriera di truccatore di Jack P. Pierce.

## Trama
Tre girovaghi da circo, per fare un po' di soldi, mascherano il più piccolo del gruppo da scimpanzé, facendo credere che sia una scimmia parlante. Il trucco si rivela un successo immediato e i tre vengono chiamati per esibirsi a Parigi. Ma la vita non è bella per il mascherato che è costretto a celare la sua vera identità con il costume ed è inutilmente pazzo d'amore per l'equilibrista Olivette che è amata anche da Pierre, un suo vecchio commilitone. La situazione precipita quando il mimo viene sostituito con un vero scimpanzé da Bergerin, il domatore di leoni. Olivette, attaccata dalla scimmia, viene salvata dal mimo che però resta mortalmente ferito. La ragazza trova la felicità insieme a Pierre.

## Produzione
Il film fu prodotto dalla Fox Film Corporation.

## Distribuzione
Il copyright del film, richiesto dalla Fox Film Corp., fu registrato il 27 febbraio 1927 con il numero LP23470.
Distribuito dalla Fox Film Corporation, il film uscì negli USA il 20 febbraio 1927 con il titolo originale The Monkey Talks. In Portogallo, ribattezzato Macaco Falante, venne distribuito il 17 marzo 1930.
Copie della pellicola sono conservate negli archivi dell'International Museum of Photography and Film at George Eastman House (positivi in 16 e in  35 mm).